# Prueba de Scott
La prueba de Scott o prueba del tiocianato de cobalto es una prueba química probada para mostrar la presencia de alcaloides. El reactivo tiocianato de cobalto puede ser preparado disolviendo 10 g de tiocianato de cobalto (II) en una mezcla de 490 ml de agua destilada y 500 ml de glicerol. Es una prueba muy empleada para identificar cocaína. 
La prueba del tiocianato de cobalto es llevada a cabo colocando aproximadamente 2 a 4 mg de una sustancia objetivo en un tubo de ensayo de vidrio, luego se agregan 5 gotas de reactivo de tiocianato de cobalto. Después de agitar, se agrega 1 o 2 gotas de ácido clorhídrico concentrado (también pueden usarse otros ácidos), y se agita nuevamente el tubo. Finalmente se agregan 10 gotas de cloroformo (o un solvente similar), y se mezclan los líquidos en un mezclador de vórtice, permitiéndoles luego reposar y separarse en dos capas. El color final de la fase del cloroformo (orgánica) es registrado.
La adición de reactivo de tiocianato de cobalto a clorhidrato de cocaína resulta en la superficie de las partículas volviéndose de un azul brillante (azul débil para la pasta básica de cocaína). La solución regresa al rosado al agregarse una o dos gotas de ácido clorhídrico y mezclar. La adición de 10 gotas de cloroformo, y el permitir que la solución repose resulta en una fase orgánica azul tanto para el clorhidrato de cocaína y la pasta básica de cocaína.
La difenhidramina y la lidocaína también dan fases orgánicas azules. Estos compuestos son conocidos por dar falsos positivos para la cocaína.